# Dětské kresby z Terezína
Dětské kresby z Terezína jsou souborem 4 387 kreseb, které vytvořily děti v ghettu Terezín mezi lety 1942 a 1944 pod vedením své učitelky, akademické malířky Friedl Dicker Brandeisové. V současnosti jsou součástí sbírek Židovského muzea v Praze.

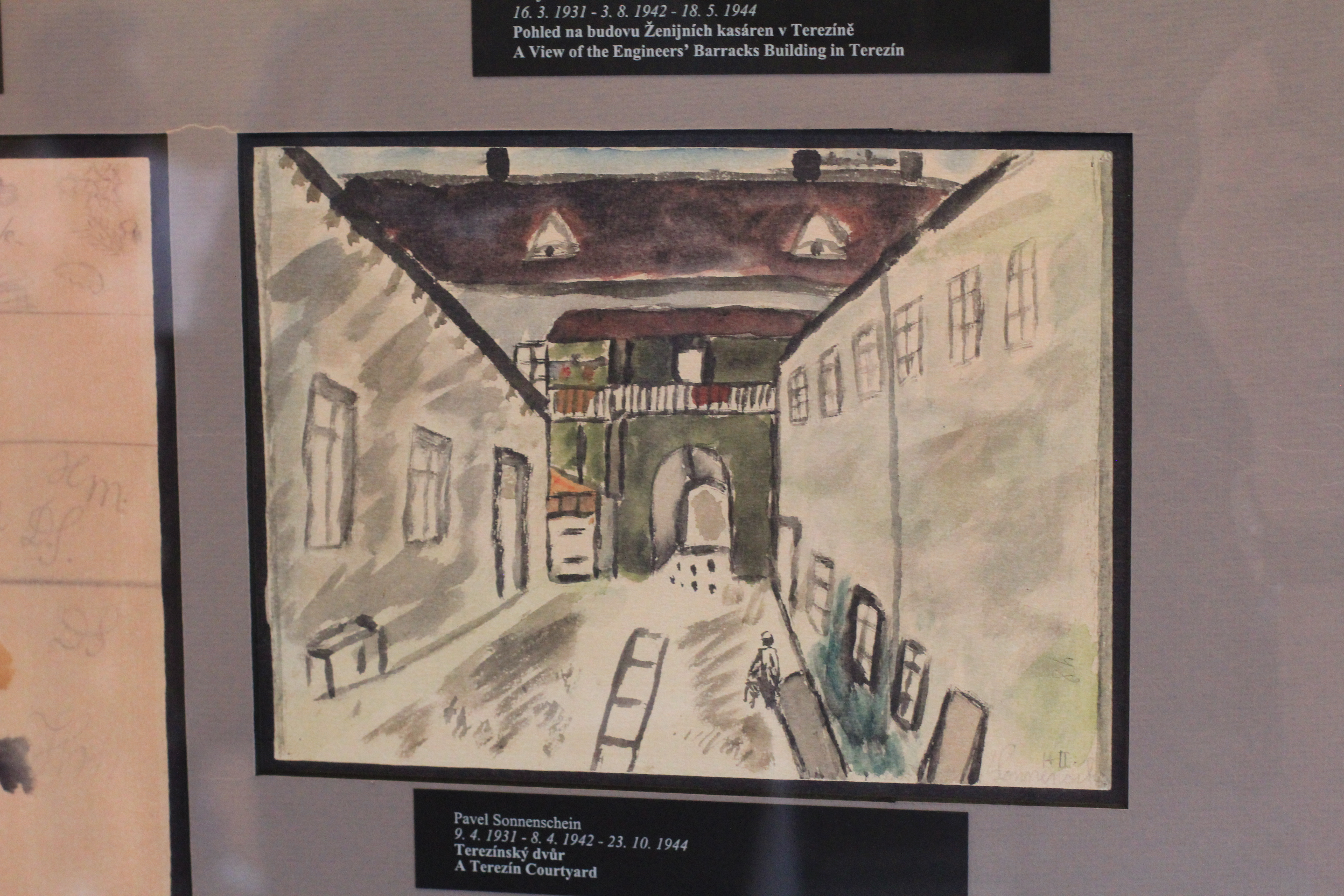
Jedno z dětských děl, zachycující terezínský dvůr

## Okolnosti
Terezínským ghettem prošlo přibližně asi 11 000 dětí ze zemí střední a západní Evropy. Jelikož zde muži museli žít odděleně od žen, žily také děti (v počátcích existence ghetta) pouze s jedním z rodičů – děti mladší 12 let s matkou, starší chlapci s otcem. Rodiče však odcházeli za prací a mladší děti, od nichž práce nebyla vyžadována, zůstávaly bez dozoru.
Tehdejší vedoucí představitel židovské samosprávy ghetta Jacob Edelstein a jeho spolupracovníci byli přesvědčeni, že dětem a mládeži náleží přednostní postavení. Aby jim abnormální životní podmínky v ghettu co nejméně uškodily, rozhodla tedy židovská samospráva, že děti a mladí lidé budou bydlet ve zvláštních domovech, kde se jim budou soustavně věnovat vychovatelé. Taktéž se rada na podzim roku 1942 usnesla, že děti budou dostávat větší a lepší příděly potravin (na úkor ostatních internovaných).
Klíčem, podle nějž byly děti ubytovávány, byl především věk, dále pohlaví a jazyk. Děti do desíti let bydlely v dětském domově (Kinderheim). Pokud jde o mládež do 16 let, dívky a hoši bydlely ve zvláštních budovách, dívčích a chlapeckých domovech mládeže (Jugendheim). Podle výše zmíněných charakteristik byly děti a mládež rovněž dále rozřazovány do jednotlivých místností v příslušných budovách.
Židovské děti a mládež nesměly být podle výnosu protektorátního ministra školství vzdělávány, a dvanáctileté a starší měly v ghettu také pracovat. Přes hrozící tresty a další překážky zákaz aktivně porušovali jak vychovatelé, tak děti, které během vyučování držely hlídky, zda se neblíží stráž, která by je mohla odhalit.

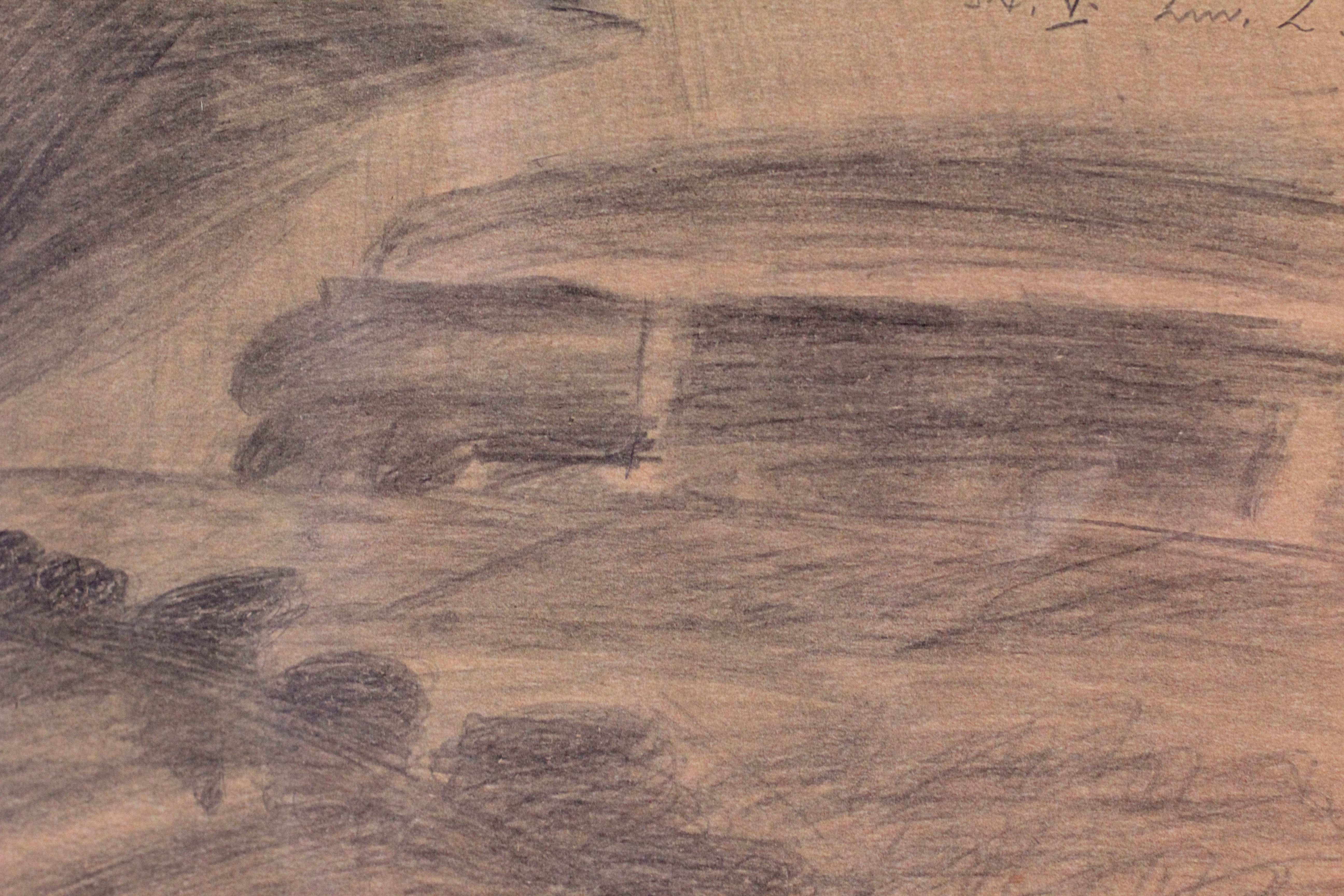
Dětská kresba vlaku

## Hodiny kreslení
Do tajné výuky se zapojila také akademická malířka Friedl Dicker Brandeisová, která byla do Terezína deportována v prosinci roku 1942. Ve své výuce uplatňovala zkušenosti ze školy Bauhaus, kterou absolvovala. Učila především dívky z Jugendheimu (jejich kresby jsou v souboru zastoupeny nejhojněji), ale také hochy, mezi ně patřil mimo jiné také poměrně známý Petr Ginz. Při výuce se musela potýkat s nedostatkem pomůcek, čerpala jak ze zásob, které si do Terezína sama přivezla, tak z toho, co bylo k mání přímo v ghettu – děti například místo čtvrtek kreslily na tiskopisy a kartotéční lístky. Zároveň Dicker Brandeisová dokázala tuto obtíž využít výchovně: Děti se musely rozdělit do skupin a u pomůcek se vystřídat, čímž se učily trpělivosti a ohleduplnosti. Práci ve skupině upřednostňovala i z jiných důvodů. Nechávala děti, aby si prohlížely práce ostatních a vzájemně se hodnotily, což jim přinášelo nové podněty a motivaci. Zároveň se takto děti učily respektovat odlišnost ostatních.
Friedl Dicker Brandeisová zastávala názor, že kreslení je pro děti prostředkem vyjadřování, a dospělý by do jejich činnosti neměl zasahovat v tom smyslu, že by podle sebe stanovoval hodnotící kritéria, případně cíl (profesionální malířství). Pouze tehdy, když dítě není spokojené se způsoby vyjádření, které zná, může dospělý sehrát úlohu průvodce dětského rozvoje a pomoci dítěti jeho stávající vyjadřovací prostředky změnit, případně mu ukázat nové. Proto Dicker Brandeisová nechávala především mladším dětem v kreslení volnost a starším zadávala pro inspiraci různá témata nebo je vedla k experimentům s rozmanitými výtvarnými technikami.
Pokud jde o náměty, je soubor kreseb velmi různorodý. Vedle nejrůznějších krajin, zvířat, květin a pohádek zachycuje také vzpomínky na život před deportací, sny o budoucím životě (např. v britské mandátní Palestině) i výjevy ze současné reality ghetta. Hodiny kreslení pravděpodobně často fungovaly jako arteterapie, neboť pomáhaly dětem zpracovat tíživé zážitky, odloučení od rodiny, apod.

## Další osud kreseb
Dříve než Friedl Dicker Brandeisová nastoupila v říjnu 1944 do transportu do Auschwitz (přihlásila se dobrovolně, neboť předchozím transportem odjel její manžel), soustředila dětské kresby do dvou kufrů a předala je Willy Groagovi, tehdejšímu vedoucímu dívčího domova mládeže, který je ukryl na půdě.
Friedl Dicker Brandeisová v Auschwitz zahynula, stejně jako mnoho dětských autorů kreseb. Willy Groag se však dočkal konce války v Terezíně, vyzvedl kresby z úkrytu, odvezl je do Prahy a věnoval pražské židovské obci. Odsud si je vyžádala Hana Volavková pro pražské židovské muzeum, které je nyní vystavuje v prvním patře Pinkasovy synagogy jako dokument doby a podmínek, ve kterých vznikly, a zároveň také památník zemřelých, učitelky i jejích žáků, kteří je společně vytvořili.